# الحزب التقدمي الصربي

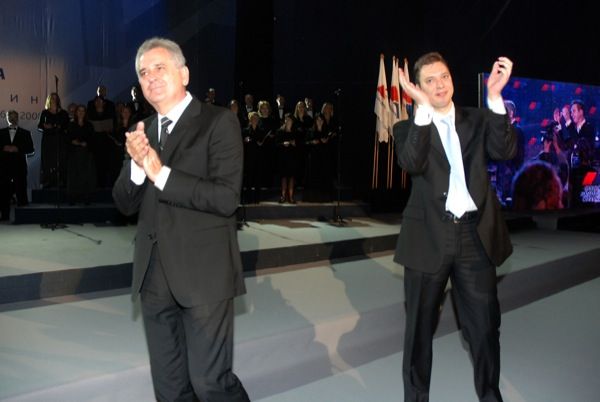
الرئيس أثناء مؤتمر التأسيس

الحزب التقدمي الصربي (بالسيريلية الصربية: Српска напредна странка, CHC / Srpska napredna stranka, SNS)
تم تشكيل الحزب التقدمي الصربي من قبل مجموعة مؤلفة من 21 نائب سابق في الحزب الراديكالي الصربي (SRS) الذي يقوده توميسلاف نيكوليتش .
أدى التوافق بين  اتجاهات الحزب وأولويات الأتحاد الأوروبي  إلى دعم الحزب من قبل الأتحاد الأوربي. 
تأسس الحزب (SNS) وعقد أول اجتماعاته في 21 أكتوبر 2008.
فاز الحزب الصربي التقدمي في الانتخابات التي أجريت في منتصف شهر أذار 2014 بحصوله على الأغلبية البرلمانية  وحصد  158 مقعداً من أصل 250 عدد مقاعد البرلمان. 

## رؤساء الحزب التقدمي الصربي

### (من عام 2008 إلى الوقت الحاضر)
| # | President         | President | الميلاد | بداية الفترة الأنتخابية | نهاية الفترة الأنتخابية |
| - | ----------------- | --------- | ------- | ----------------------- | ----------------------- |
| 1 | توميسلاف نيكوليتش |           | 1952–   | 21 تشرين الثاني 2008    | 24 أيار 2012            |
| 2 | ألكسندر فوتشيتش   |           | 1970–   | 24 أيار 2012            | __                      |

## الأداء الانتخابي

### الانتخابات البرلمانية
| السنة | عدد المصوتين | % نسبة المصوتين | # عدد النواب | التغيرات في أعداد النواب | ملاحظات                                | الحكومة    |
| ----- | ------------ | --------------- | ------------ | ------------------------ | -------------------------------------- | ---------- |
| 2008 ‏ | none         | none            | 21 / 250     | 21                       | منشق عن الحزب الراديكالي الصربي أو SRS | opposition |
| 2012 ‏ | 940,659      | 24.05%          | 55 / 250     | 34                       | تحالف Let's Get Serbia Moving          | government |
| 2014 ‏ | 1,736,920    | 48.35%          | 127 / 250    | 72                       | تحالف ال خيمة كبيرة (سياسة)            | government |
| 2016 ‏ | 1,823,147    | 48.25%          | 93 / 250     | ▼ 34                     | تحالف ال خيمة كبيرة (سياسة)            | government |

### الانتخابات الرئاسية
| السنة الأنتخابية | المرشح            | الجولة الأولى | %      | الجولى الثانية | %      |
| ---------------- | ----------------- | ------------- | ------ | -------------- | ------ |
| 2012             | توميسلاف نيكوليتش | 979,216       | 25.05% | 1,552,063      | 49.54% |